# Étienne Jaumet
Étienne Jaumet est un saxophoniste, claviériste et ingénieur du son français né en 1970. Il est surtout connu comme moitié du duo électro Zombie Zombie et membre du groupe rock The Married Monk.

## Carrière
Né en 1970, Étienne Jaumet étudie le saxophone au Conservatoire et suit des études d'ingénieur du son. Il collabore dès 2008 aux albums de son ami percussionniste Francisco « Flóp » López, avant de rejoindre la formation rock The Married Monk pour leur album The Belgian Kick publié en 2004. Il s'associe en 2006 avec Cosmic Néman, batteur du combo folk rock Herman Düne qu'il côtoie régulièrement au studio Mains d'œuvres de Saint-Ouen, et forme ainsi le duo électro Zombie Zombie qui deviendra un trio avec le Docteur Shönberg en 2012.
En parallèle à ces trois groupes, Jaumet mène une carrière solo qui prend les formes les plus diverses. Il publie lui-même régulièrement des EP sur le label Versatile Records depuis 2007, notamment Vents solaires en 2013, un duo avec le leader d'Heldon Richard Pinhas produit par I:Cube. Il est même à l'origine de deux albums longs, d'abord Night Music en 2009, produit par Carl Craig et auquel participe Emmanuelle Parrenin, puis La Visite en 2015. Il a également signé plusieurs remixes, notamment pour Tahiti Boy and the Palmtree Family, Yuksek, Ilhan Ersahin, Danton Eeprom, Discodeine et Luke Abbott.öJaumet produit début 2011 le titre 637 de The Big Crunch Theory, duo formé de Gilb'R et de Franco-Suédoise Lisa Li-Lund, puis assure les synthétiseurs sur l'album Maison Cube d'Emmanuelle Parrenin. La même année, il se produit en duo avec le tromboniste italien Gianluca Petrella au festival RoBOt de Bologne, puis rejoint le groupe Versatile Noise Troopers avec Gilb'R, I:Cube et Joakim pour une date en octobre au Tsugi Federation Festival à La Gaîté Lyrique de Paris. Il est depuis régulièrement sollicité pour des apparitions en live, entre autres pour Turzi, Frànçois and The Atlas Mountains et même les Red Hot Chili Peppers lors de leur passage au Stade de France en juin 2012,. Il participe également à la tournée hommage à John Cage du groupe Cabaret Contemporain qui court de janvier 2012 à septembre 2014, et rejoint sur la tournée The Inheritors le groupe live de James Holden, partageant notamment la scène du Barbican Theatre de Londres en mars 2013 lors d'une conférence de Marcus du Sautoy.
Eclectique, Jaumet collabore en novembre 2013 avec l'artiste Félicie d’Estienne d’Orves pour sa performance Satori au Stereolux de Nantes. En avril 2015 il enregistre une session live filmée à 360° pour la collection Sequences. Un troisième album en solo suivra en 2018 fait de reprise sde standards du jazz : "8 regards obliques". en 2017 il collabore à nouveau avec james holden sur son album "animal spirits". suivra un hommage à La Monte Young en compagnie de sonic Boom et de Céline Wadier sur le label anglais Fire records . Puis un disque en duo avec Gilbert Artman. A Noter, les deux distinctions que le court métrage d'animation "la nuit des sacs plastiques" pour lequel il a composé la BO, a reçu à la Quinzaine des réalisateurs au Festival de Cannes en 2018 et au César du cinéma en 2019.

## Discographie

### Albums solo
- octobre 2009 : Night Music, Versatile
- novembre 2014 : La Visite, Versatile
- novembre 2018 : 8 Regards obliques , Versatile

### Singles et EPs
- novembre 2007 : Repeat Again After Me, Versatile
- juillet 2009 : Entropy, Versatile
- décembre 2011 : Satori, Versatile
- décembre 2013 : Vents Solaires (avec Richard Pinhas), Versatile
- décembre 2014 : Metallik Cages, Versatile
- mai 2015 : La Visite (EP), Versatile
- juin 2019 : Etienne Jaumet in Dub, part 1 and part 2 ,Versatile

### Collaborations sur des Albums
- juin 2013 : sur The Inheritors de James Holden, Border Community
- novembre 2017 : sur The Animals Spirits de James Holden and the Animals Spirits, Border Community
- juin 2018 : sur Infinite Music - A Tribute to La Monte Young avec Peter Kember et Céline Wadier, Fire Records
- novembre 2019 : sur Gilbert Artman, Etienne Jaumet - Gilbert Artman . Etienne Jaumet, besides records

### BO de films
- 2016 : court-métrage Diamenteurs, de Chloé Mazlo
- 2018 : court-métrage La Nuit des sacs plastiques de Gabriel Harel, Quinzaine des réalisateurs 2018, césars du meilleur court métrage d'animation 2019